# 斯特凡·法里希
斯特凡·法里希（德語：Stephan Fahrig，1968年11月20日—2017年1月23日），德国男子赛艇运动员。他曾代表西德、德国参加世界赛艇锦标赛，获得二枚金牌和三枚铜牌，均来自轻量级项目。